# Rákoshegy
Rákoshegy egykor önálló település volt, jelenleg Budapest XVII. kerületének része. Rákoshegy maga pedig Felsőrákoshegy, Alsórákoshegy, Zsuzsannatelep, Helikopter lakópark és Nagyhangács városrészekből áll össze.

## Fekvése
Rákoskeresztúrtól délre található. Határai: a Széchenyi utca a Táncsics Mihály utcától – Ferihegyi út – Ásvány utca – a MÁV újszászi vonala – Budapest főváros határa – a XVII. és a XVIII. kerület közigazgatási határa – a X. és a XVII. kerület közigazgatási határa – a MÁV újszászi vonala – Táncsics Mihály utca – a Táncsics Mihály utca és Flamingó utca közötti telkek belső határvonala a Flamingó közig – az 578. utca a Táncsics Mihály utcáig.

## Története
A terület a 20. század elejéig Rákoskeresztúrhoz tartozott és a Podmaniczky család tulajdonában volt. 1890-ben kezdődtek a parcellázások, miután a család a „Rákosokra” kiterjedő itteni birtokukat vállalkozóknak adták el. 
A mai Rákoshegy területét Fuchs Ignác vette meg és feleségéről Zsuzsánna-telepnek nevezte el. 1892-ben épült fel az első ház. A parcellázott házhelyek nagyon olcsók voltak, így Rákoshegy gyorsan benépesült. Hamarosan vasúti megállóhely is létesült Rákoskeresztúr-Kavicsbánya néven, ami 1913. május 1-jén a vasúti menetrendben Rákoshegyre módosult.
A lakosság gyors növekedése szükségessé tette egy iskola megnyitását. 1908-ban kezdődött meg a tanítás Tóth Terézia magániskolájában. Rákoshegy 1921-ben (1922. január 1-jei hatállyal) különvált Rákoskeresztúrtól és önálló nagyközséggé alakult. 1937 májusában dr. Haász István tábori püspök szentelte fel az Irsy László építész tervei alapján épült templomot Lisieux-i Szent Teréz tiszteletére.
Rákoshegyet 1950. január 1-jével – számos fővároskörnyéki településsel együtt – Budapesthez csatolták. 
Rákoshegy legújabb része a Helikopter lakópark, amelynek területét 2003-ban parcellázták fel. A terület nevét és utcái bokor-elnevezését a magyar repüléstörténet ihlette, ami a közeli Rákos-mezőn zajlott, így minden közterület vagy a hőskor magyar pilótáinak a nevét, vagy más, a repüléshez kapcsolódó elnevezést visel.

## Látnivalók

### Víztorony
Az 1910-es évek elején épült ki a vezetékes vízhálózat, ennek részeként létesítették 1912-ben az akkori Kossuth Lajos utcában (ma: Kép utca) a 35 méter magas rákoshegyi víztornyot. A vasbeton-szerkezetű víztorony 240 m³-es tartályának alja az utca szintje felett 25 méterrel van, így a torony átlagosan 3 baros nyomást biztosított a vezetékben. A városrész fejlődésével növekvő vízigény kielégítésére ez a nyomás idővel már nem volt elegendő, ezért a – már állami tulajdonba került –épület kezelője, a Fővárosi Vízművek Vállalat úgy döntött, hogy a Rákos-patak partjára új, erősebb szivattyúkat telepít, gépi erejükkel biztosítva a nagyobb (6–10 baros) víznyomást. A víztoronyra ezt követően nem volt szükség. A magára hagyott épület a Rákoshegyi Polgári Kör javaslatára ismét a helyi Önkormányzat tulajdonába került. 1995-ben az 50/1995. számú rendelettel helyileg védett műemlékké nyilvánították. A polgári kör pályázati úton elnyert összegből újjáépítette a tartály alatti faszerkezetű pódiumot, s így a nagyközönség számára is megnyithatta a tornyot. Az utcaszinttől 20 méter magasan lévő pódiumról páratlan körpanoráma tárul annak szeme elé, aki vállalja, hogy felkapaszkodik a százhat csigalépcsőfokon a teraszra.

### Katolikus templom

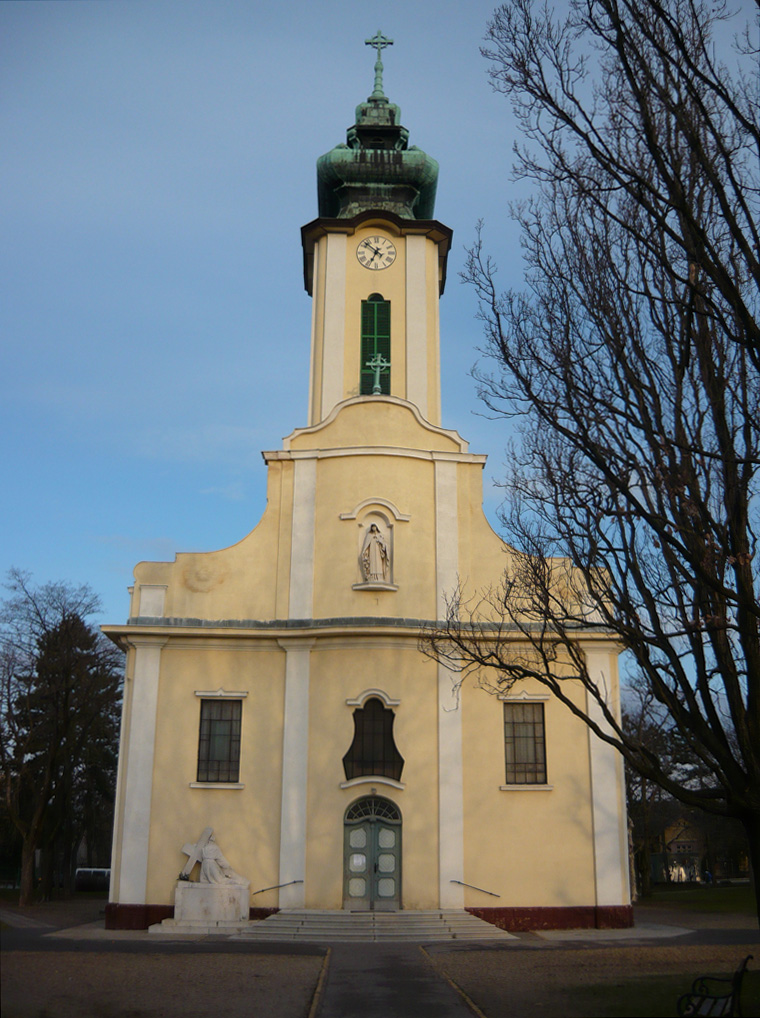
A katolikus templom

Rákoshegy Rákoskeresztúrhoz tartozott egyházilag. Kezdetben télen az óvodában miséztek, nyáron pedig a kertben. Egy helyi lakos, Toldy Lászlóné 1924-ben alapítványt tett templomépítés céljára, az alapítvány összege 100 ezer korona volt. A 660 m² alapterületű templomot Irsy László építésztanár tervezte. Alapkövét 1934-ben helyezték el, 1937 májusában dr. Haász István tábori püspök szentelte fel. A templomot építtető plébános, dr. Béky László esperes a templomszentelést már nem érte meg, egy hónappal az ünnepség előtt hunyt el; emlékét a templomkertben a szentély mögötti feszület talapzatán látható márványtábla őrzi. Az új templom katolikus közösségének lelki gondozását ekkor még Rákoskeresztúrról végezték az utód, Richter József keresztúri plébános vezetésével. 1941-ben alakult meg az önálló rákoshegyi lelkészség, 1948-től plébánia.
A templom mellett 2008-ban avatták fel II. János Pál pápa szobrát.

### Bartók-zeneház
A mai Hunyadi utca 50-es szám alatt található épületben élt 1912 és 1920 között Bartók Béla. Emlékét egy állandó kiállításon kívül az épület „zeneházként” (zeneközpontú közösségi térként) történő hasznosítása is őrzi. 2012-ben (halála után egy évvel) Petrovics Emil zeneszerzőnek is nyílt egy állandó emlékszobája a lánya által adott emléktárgyakból, könyvekből és egyéb adományokból.

### Erdős Renée Ház
A teljes hivatalos nevén Erdős Renée Ház, Kiállítóterem és Helytörténeti Gyűjtemény egy kulturális intézmény, amely Erdős Renée írónő egykori lakóháza volt. Az írónő 1927-től 1944-ig lakott a házban, amely ma állandó helytörténeti kiállítása mellett időszaki művészeti kiállításoknak is a helyszíne, valamint eredeti formájában látható benne az írónő dolgozószobája is. Az épület falán az írónő halálának 50. évfordulóján, 2006. július 9-én emléktáblát helyeztek el.